# 용의 아들
용의 아들은 스튜디오 피에로의 애니메이션 시리즈이다. 33편의 에피소드가 1989년 10월 18일부터 1990년 7월 6일까지 후지 TV에서 방영되었다.
대한민국에서는 《용의 아들》이라는 제목으로 1996년 8월 19일부터 1996년 9월 25일까지 SBS에서 방영되었다.

## 참조
1. ↑  "용의 아들 보관됨 2009-01-15 - 웨이백 머신." 스튜디오 피에로. 2009년 2월 10일.